# 池上茜
池上 茜（いけがみ あかね、女性、9月1日 - ）は、日本のイラストレーター、ゲームの原画家、同人作家。

## 経歴
幼少の頃は「なかよし」「りぼん」といった少女漫画好きで、高校生の時に雑誌の漫画賞を受賞。雑誌社から担当編集者がつき、プロ漫画家デビューも考えたが、芸能・音楽関係の専門学校への進学のため断念。音響関係の学科に入学したが程なくして挫折し、中退。
『鎧伝サムライトルーパー』や『新世紀GPXサイバーフォーミュラ』のアンソロジーコミックを読み、作家達が自分の解釈でキャラクターを自在に活躍させているのを目の当たりにし、『A・M・R』（えー・えむ・あーる、Akane Makes Revolutionの略）という同人サークルを結成し、漫画・イラストの同人作家として活動するようになる。その最中スカウトされ、2000年に『Liebe 〜想い出の贈り物〜』でアダルトゲームの原画家としてデビューする。

## 人物
- 音楽鑑賞が趣味。好きなアーティストはTMN、access、T.M.Revolutionなど。自身の同人サークルの名前はT.M.Revolutionが元になっている。
- 座右の銘は「成せば成る」。

## 作風
- 自身の絵柄に影響を与えた人物として幼少の頃は猫部ねこ・CLAMP、長じてからは甲斐智久（水谷とおる）を挙げている。プロになって以降注目している作家としては副島成記、都築真紀を挙げている。
- ゴスロリ・しましま模様のオーバーニーソックス好き。

## 参加作品

### ゲーム
- Liebe 〜想い出の贈り物〜（CustomSoftware）
- ゆ・う・え・ん・ち（CustomSoftware）
- Canvas2 Fan Disc INNOCENT COLORS（F&C FC01 壁紙寄稿）
- 魔女っ娘ア・ラ・モードII 〜光と闇のエトランゼ〜（F&C FC01）
- 魔女っ娘ア・ラ・モードII 〜魔法と剣のストラグル〜（F&C FC01）（GN Software）
- Eternal Sky -悠久の空の彼方-（TSUKASA）
- ね～PON?×らいPON!（Navel/Lime）
- ほしフル 〜星藤学園天文同好会〜（F&C FC01）
- With Ribbon(Hulotte)
- 妹のおかげでモテすぎてヤバい。(Hulotte)
- 叶とメグリとのその後がイチャらぶすぎてヤバい。(Hulotte)
- 嫁探しが捗りすぎてヤバい。(Hulotte)
- 神頼みしすぎて俺の未来がヤバい。(Hulotte)
- 出会って5分は俺のもの! 時間停止と不可避な運命(Hulotte)
- 俺の姿が、透明に!? 不可視の薬と数奇な運命(Hulotte)
- ココロのカタチとイロとオト[1](HULOTTE ROI)
- 俺の瞳で丸裸! 不可知な未来と視透かす運命(Hulotte)[2]

### イラスト・挿絵
- K-BOOKS秋葉原店マスコットキャラクター「瑠久たん」（K-BOOKS秋葉原店）
- ポケロリ（角川スニーカー文庫）
- シスタースプリング ～いつかの妹～ (美少女文庫)
- ひぐらしのなく頃に オフィシャルアンソロジー表紙（ソフトガレージ刊、原作07th Expansion/竜騎士07）
- 電撃姫 2005年12月号・2006年1月号表紙
- EXIT TRANCE PRESENTS SPEED アニメトランス BEST BOX（EXIT TUNES） BOX化粧箱のイラストを担当
- EXIT TRANCE PRESENTS SPEED アニメトランス BEST 6（EXIT TUNES） ジャケットイラストを担当
- EXIT TUNES PRESENTS STARDOM（EXIT TUNES） イメージキャラクター・姫岸ゆりこのイラストを担当
- 池上茜の好きなもの（『E☆2』Vol.28より連載中のコラム）
- スタイタス（華枕） 抱き枕カバー用イラスト - 『スイセン2014』『ハナミズキ2015』『カンナ2015』『ハツユキソウ2015』『スイセン2016』『ハナミズキ2016』『カンナ2016』『ハツユキソウ2017』

### 画集
- あかねいろ -池上茜アートワークス-（発行：メディエイション 発売：廣済堂あかつき 出版事業部）2011年3月25日発売、ISBN 978-4-331-90054-3
- あかねいろ -池上茜アートワークス-　限定版（発行：メディエイション 発売：廣済堂あかつき 出版事業部）2011年3月25日発売、ISBN 978-4-331-90055-0